# Pyrgilauda
Pyrgilauda är ett fågelsläkte i familjen sparvfinkar inom ordningen tättingar. Släktet omfattar fyra arter som förekommer i bergstrakter i Asien från Afghanistan till Mongoliet:
- Mongolsnöfink (P. davidiana)
- Rödhalsad snöfink (P. ruficollis)
- Blek snöfink (P. blanfordi)
- Afghansnöfink (P. theresae)

Släktet har tidvis inkluderats i Montifringilla.